# روتنباخ (آلگو)
روتنباخ (به آلمانی: Röthenbach) یک شهر در آلمان است که در لینداو واقع شده‌است. روتنباخ ۱٬۷۴۴ نفر جمعیت دارد.